# Буяк, Евгения
Евгения Аликун Бу́як (англ. Eugenia Alickun Bujak, род. 25 июня 1989, Лентварис, Тракайский район) — велогонщица литовского происхождения, в настоящее время выступает за женскую команду UCI, UAE Team ADQ. В 2013 году она участвовала в групповой гонке Чемпионата мира по шоссейным велогонкам во Флоренции за Польшу, а с 2018 года представляет Словению на соревнованиях.

## Достижения
2012
3-е место в индивидуальной гонке, Чемпионат Польши по шоссейному велоспорту в индивидуальной гонке
2013
Чемпионат Польши по шоссейным велогонкам
1-е место в  групповой гонке
2-е место в индивидуальной гонке, Чемпионат Польши по шоссейному велоспорту в индивидуальной гонке
Гран-при Вены
1-е место в индивидуальной гонке преследования
1-е место в гонке по очкам
1-е место в скрэтче
2-е место в спринте
2-е место в командном спринте (с Натальей Рутковска)
2-е место в индивидуальная гонка, 500м
2014
1-е место в  гонке по очкам, Чемпионат Европы по велоспорту на треке
1-е место в  индивидуальной гонке, Чемпионат Польши по шоссейному велоспорту в индивидуальной гонке
Паневежис
1-е место в индивидуальной гонке преследования
2-е место в скрэтче
2-е место в GP du Canton d'Argovie
3-е место в общем зачёте Грация Орлова
3-е место в Winston-Salem Cycling Classic
Гран-при Галичина
3-е место в индивидуальной гонке преследования
3-е место в индивидуальной гонке, 500м
4-е место в общем зачёте Giro della Toscana Int. Femminile — Memorial Michela Fanini
4-е место в Nagrada Ljubljane TT
4-е место в Giro del Trentino Alto Adige-Südtirol
2015
1-е место в  индивидуальной гонке, Чемпионат Польши по шоссейным велогонкам
3-е место в общем зачёте Грация Орлова
6-е место в La Madrid Challenge by La Vuelta
8-е место в общем зачёте La Route de France
Европейские игры
9-е место в групповой гонке
9-е место в индивидуальной гонке
9-е место в Ronde van Gelderland
9-е место в Ljubljana–Domzale–Ljubljana TT
10-е место в общем зачёте женского Тура Тюрингии
1-е место в этапе 2
2016
1-е место в Гран-при Плуэ — Бретань
3-е место в общем зачёте Рут де Франс феминин
1-е место в этапах 1 и 6
4-е место в La Classique Morbihan
5-е место в Omloop van Borsele
6-е место в Ljubljana–Domzale–Ljubljana TT
7-е место в Ronde van Gelderland
8-е место в Madrid Challenge by La Vuelta
9-е место в Grand Prix de Plumelec-Morbihan Dames
10-е место в общем зачёте Тура острова Чунмин
2017
1-е место в  спринтерской классификации Тура Тюрингии
2-е место в общем зачёте Гран-при Эльзи Якобс
2-е место в Omloop van Borsele
2-е место в Ljubljana–Domzale–Ljubljana TT
4-е место в Гран-при Плуэ — Бретань
4-е место в Madrid Challenge by La Vuelta
6-е место в индивидуальной гонке, Чемпионат Европы по шоссейному велоспорту
7-е место в общем зачёте Тура Бельгии
7-е место в Трофее Альфредо Бинды — комунны Читтильо
7-е место в Winston-Salem Cycling Classic
8-е место в Туре Гуанси
2018
1-е место в  индивидуальной гонке, Чемпионат Словении по шоссейному велоспорту
3-е место в Ljubljana–Domzale–Ljubljana TT
4-е место в Дварс дор Фландерен
6-е место в общем зачёте BeNe Ladies Tour
7-е место в индивидуальной гонке, Чемпионат Европы по шоссейному велоспорту
7-е место в общем зачёте Гран-при Эльзи Якобс
7-е место в общем зачёте Тура Тюрингии
7-е место в общем зачёте The Women's Tour
7-е место в общем зачёте Holland Ladies Tour
7-е место в Хроно Наций
9-е место в Амстел Голд Рейс
9-е место в Гран-при Плуэ — Бретань
10-е место в Опен Воргорда RR
2019
Чемпионат Словении по шоссейному велоспорту
1-е место в  индивидуальной гонке
1-е место в  групповой гонке
4-е место в общем зачёте Туре Шотландии
5-е место в общем зачёте Madrid Challenge by La Vuelta
5-е место в Хроно Шампенуа
Европейские игры
6-е место в индивидуальной гонке
10-е место в групповой гонке
7-е место в Ljubljana–Domzale–Ljubljana TT
7-е место в Giro dell'Emilia Internazionale Donne Elite
2020
4-е место в групповой гонке, Чемпионат Словении по шоссейному велоспорту
7-е место в Омлоп Хет Ниувсблад
2021
Чемпионат Словении по шоссейному велоспорту
1-е место в  индивидуальной гонке
1-е место в  групповой гонке
4-е место в La Classique Morbihan
6-е место в Гран-при Плуэ
8-е место в Дварс дор Фландерен
2022
Чемпионат Словении по шоссейному велоспорту
1-е место в  групповой гонке
2-е место в индивидуальной гонке
Средиземноморские игры
2-е место в  индивидуальной гонке
8-е место в групповой гонке